# 135 Hertha
135 Hertha este un asteroid de mari dimensiuni ce aparține centurii principale a Sistemului Solar. Orbitează alături de alți asteroizi ce aparțin familiei Nysa, fiind însă clasificat ca un asteroid de clasa M, ceea ce nu corespunde clasei F întâlnită mai frecvent în cadrul acestei familii. Analiza spectroscopică indică prezența silicaților hidrați, ceea ce ar putea duce la reclasificarea lui 135 Hertha într-un asteroid de clasa W. A fost denumit Hertha, după numele unei zeițe a fertilității din mitologia germanică.
Analizele efectuate asupra modului în care lumina își modifica curbura în urma întâlnirii cu Hertha au furnizat informații cu privire la forma asteroidului, corpul acestuia fiind ușor aplatizat. Compoziția corpului ceresc a fost descoperită în urma unor observații radar care au indicat faptul că este non-metalic. Cinci ocultații au fost observate și documentate între anii 2000 și 2015.

## Descoperire
Hertha a fost descoperit de către Christian Heinrich Friedrich Peters pe data. de 18 Februarie, 1874, în Clinton, New York. În 1883, noi observații au fost efectuate de către William Thomas Sampson, observații ce aveau să fie publicate în „Astronomische Nachrichten”.

## Caracteristici structurale
După ce descoperirea sa în 1874 și observațiile ulterioare din 1884 au stabilit orbita asteroidului, astronomii au început să își pună întrebări asupra caracteristicilor sale structurale.